# Mbomou
Mbomou (tudi Bomu) je reka v Srednji Afriki, ki tvori del državne meje med Srednjeafriško republiko in Demokratično republiko Kongo.
Skupaj s Uele tvorita reko Ubangi.